# Badumna hirsuta
Badumna hirsuta är en spindelart som beskrevs av Tord Tamerlan Teodor Thorell 1890. Badumna hirsuta ingår i släktet Badumna och familjen Desidae. Inga underarter finns listade.